# ジフェニルブチルピペリジン

ジフェニルブチルピペリジン系抗精神病薬の基本化学構造

ジフェニルブチルピペリジン系（英：Diphenylbutylpiperidines）は、ヤンセン ファーマが合成、開発、販売している典型的な抗精神病薬の一群である。
ジフェニルブチルピペリジン系には以下のものがある：
- クロピモジド (R-29,764)
- フルスピリレン (Redeptin)
- ペンフルリドール (Semap, Micefal, Longoperidol)
- ピモジド (Orap)

関連する抗精神病薬であるアンペロジドは、複素環に追加の窒素原子を持ち、ジフェニルブチルピペラジンとして分類される。
他のジフェニルブチルピペラジンには、リドフラジン、PR-000608、FG5865、FG-5893、ミオフラジン、ジフルアナジンなどがある。